# Ogród Pamięci w Dublinie
Ogród Pamięci w Dublinie – skwer (ogród) w centrum Dublina, w obrębie Parnell Square, dedykowany "wszystkim tym, którzy oddali życie za sprawę wolności Irlandii", narodowe sanktuarium pamięci Irlandczyków.

## Historia i forma

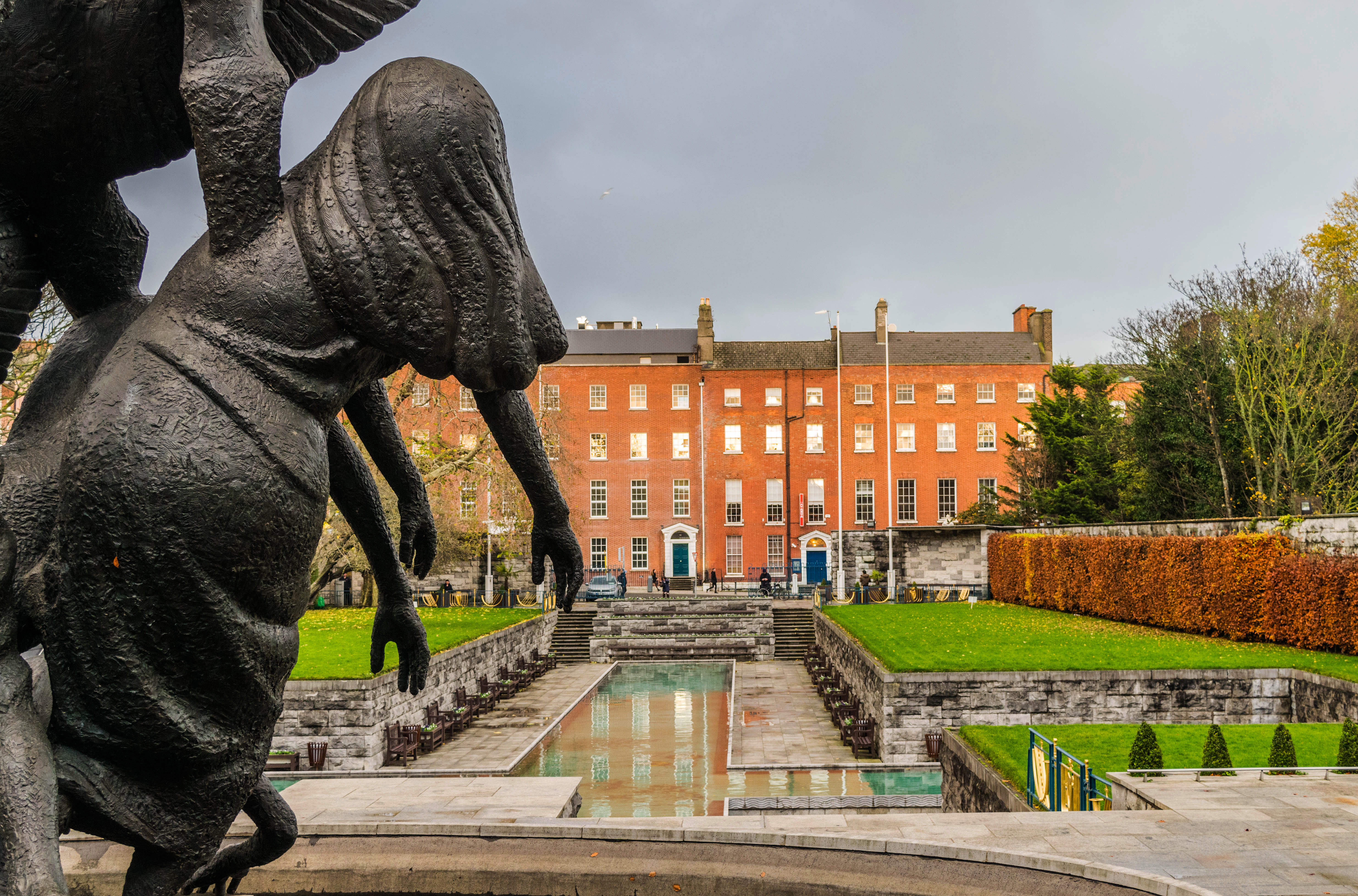
Widok w stronę ulicy i wejścia

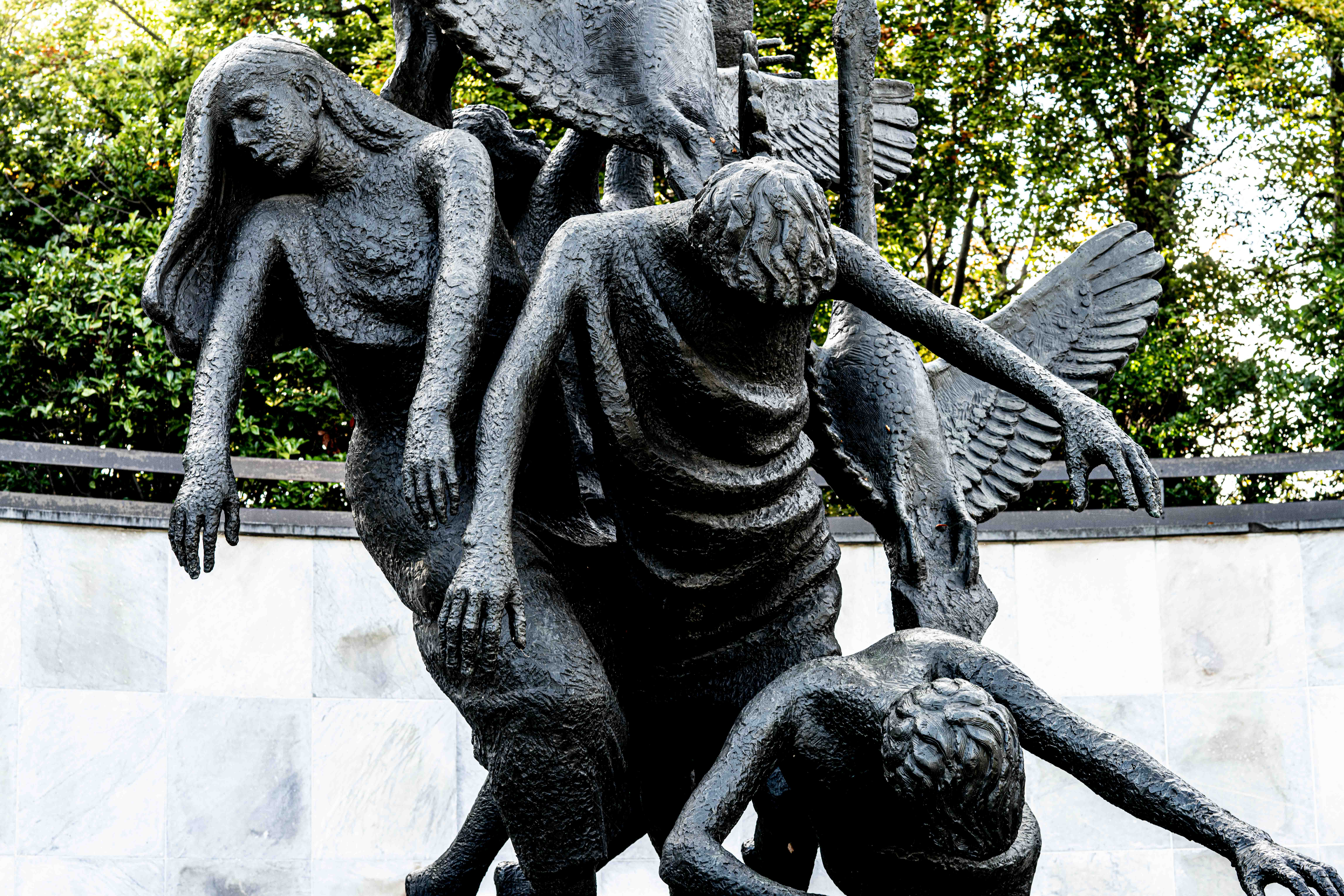
Fragment pomnika centralnego

Obiekt otwarto w 1966, w pięćdziesiątą rocznicę powstania wielkanocnego, które, mimo że zostało stłumione przez Anglików, to jednak utorowało drogę do późniejszej niepodległości Irlandii w 1922. Otwarcie ogrodu stanowiło kulminację projektu, którego początki sięgają września 1935. Wówczas to Rada Brygady Dublińskiej IRA zasugerowała rządowi przekształcenie terenu w tym rejonie w ogród pamięci. Punkt ten miał charakter symboliczny, gdyż stanowił miejsce założenia Óglaigh na nÉireann w 1913, jak również teren, na którym podczas powstania wielkanocnego przetrzymywano więźniów. Zostało zakupione od gubernatorów szpitala Rotunda w październiku 1939. W marcu 1940 ogłoszono konkurs na projekt, jednak wybór prac wstrzymano z uwagi na wybuch II wojny światowej. Zwycięzcę konkursu, Daithí P. Hanleya, wybrano 20 sierpnia 1946.

Projekt Hanleya zakładał powstanie ogrodu w kształcie krzyża wyobrażającego zmarłych, otaczającego centralnie położony basen, co opierało się na celtyckiej symbolice i wykorzystywało ikonografię katolicką. Dno basenu ozdobiono wzorem (mozaiką) niebieskozielonych fal, w które wkomponowano wyobrażenia starych, celtyckich broni. Nawiązuje to do zwyczaju wrzucania broni do wody po zaprzestaniu walk. Na jednym krańcu basenu powstał pomnik, oparty o ścianę z białego marmuru, na której umieszczono napis:
In the darkness of despair we saw a vision
We lit the light of hope and it was not extinguished
In the desert of discouragement we saw a vision
We planted the tree of valour and it blossomed
In the winter of bondage we saw a vision
We melted the snow of lethargy and the river of resurrection flowed from it
We sent our vision aswim like a swan on the river. The vision became a reality
Winter became summer. Bondage became freedom and this we left to you as your inheritance. O generations of freedom remember us, the generations of the vision
W różnych miejscach wokół basenu wmontowano kopie eksponatów przechowywanych w Muzeum Narodowym w Dublinie (harfa Briana Śmiałego, trąbka Loughnashade (Corn Loch na Séad) z umieszczonym nad nią krzyżem z Cloyne, czy miecz z Ballinderry skierowany w dół, symbolizujący pokój).
Wejście do ogrodu prowadzi przez zespół bram o szerokości około piętnastu metrów. Umieszczono tu napis „Gairdín Cuimhneacháin” wraz z brązową repliką krzyża procesyjnego Clogher.
W maju 2011 ogród odwiedziła po raz pierwszy królowa brytyjska Elżbieta II, co wywołało protesty części środowisk w Irlandii.